# Гірничі роботи
Гірни́чі робо́ти — комплекс робіт (процесів) з проведення і ліквідації, кріплення та підтримання гірничих виробок і виймання гірських порід в умовах порушення природної рівноваги, можливості прояву небезпечних і шкідливих виробничих факторів з метою видобутку корисних копалин.

## Різновиди гірничих робіт
Включають роботи з розкриття та підготовки шахтного (рудникового, кар'єрного) поля до очисного виймання.
Розрізняють Г.р. підземні і відкриті, а також підводні.
Гірничі роботи та гірничі виробки при підземному способі розробки поділяються на:
- гірничорозвідувальні,
- гірничо-капітальні,
- гірничопідготовчі,
- Гірничо-прохідницькі роботи
- нарізні,
- очисні,
- закладальні.

## Поглиблення (зниження) гірничих робіт
ПОГЛИБЛЕННЯ (ЗНИЖЕННЯ) ГІРНИЧИХ РОБІТ — при відкритій розробці родовищ корисних копалин –
- 1) Збільшення глибини кар'єру у процесі проведення відкритих гірничих робіт.
- 2) Показник інтенсивності розвитку відкритих гірничих робіт, що характеризується швидкістю заглиблення робіт у кар'єрі — відстанню по вертикалі, на яку опускається нижній робочий горизонт кар'єру за рік.

## Режим гірничих робіт
РЕЖИМ ГІРНИЧИХ РОБІТ — встановлена проектом чи дослідженням послідовність виконання у часі обсягів розкривних та видобувних робіт на кар'єрах, прохідницьких та видобувних робіт у шахтах. Мета Р.г.р. — забезпечення планомірної і економічно ефективної розробки родовища (його частини) протягом усього терміну існування копальні. Для наочності Р.г.р. зображується графічно. У відкритих роботах розрізняють Р.г.р. при рівномірних, зростаючих та спадаючих обсягах розкривних робіт.

## Історична довідка
Ранні археологічні свідчення про гірничі розробки стосуються ранньої кам'яної доби.
Гірничі роботи вже у Середньовіччі чітко регламентувалися. Наводимо уривок з праці Георга Агріколи De Re Metallica (1556 р.), який саме присвячений опису гірничих робіт часів пізнього Середньовіччя:
| ...коротко поясню тут, як вони (гірничі роботи) виконуються. 24 години дня і ночі діляться на три зміни, кожна по 7 годин. 3 години, що залишаються – проміжок між ними – і є тими проміжними годинами, в які робочі приходять у копальні або йдуть з копалень. Перша зміна починається о 4 годині ранку і триває до 11 годин, друга починається в 12 годин дня і закінчується в 7 годин. Таким чином, обидві вони є денними змінами, що розділяються на ранкову і полуденну. Третя зміна – нічна; вона починається о 8 годині вечора і закінчується о 3 годині ночі. Нічну зміну для робочих начальство не дозволяє, якщо тільки в ній немає крайньої необхідності. ...У деяких місцях рудокопу не дозволяється працювати дві послідовні зміни, бо він зазвичай або засинає в копальні, стомлений при такій напрузі сил, або пізніше приступає до роботи, або іде з неї раніше визначеного часу. У деяких інших місцях це навпаки, допускається, оскільки робітник не може існувати на заробітну плату від однієї лише зміни, особливо при зростанні дорожнечі. Однак начальство не забороняє надзвичайну зміну і там, де воно, як правило, допускає одну лише звичайну зміну. По суботах (гірники) не працюють, а зайняті придбанням життєвих припасів. Вони за прадавнім усталеним порядком не працюють по неділях і святкових днях, присвячуючи їх церковним справам. Однак робітники не припиняють роботу, якщо для того є нагальна потреба: а саме, то їх спонукає до роботи великий приплив води, то загрожує завал, то який-небудь інший непередбачений випадок, і в таких випадках працювати в свято не вважається справою, противною релігії. |
В іншому місці своєї праці Георгій Агрікола зазначає:
| Як би там не було, гірник, перш ніж він розпочне розробку рудних жил, повинен взяти до уваги сім умов: характер місцевості, рослинний покрив, наявність води, стан доріг, вплив місцевості на здоров'я, володіння місцевістю, сусідство. ...гірник повинен вибирати місце для гірничих робіт в місцевості гористій, проте пологій, лісистій, здоровій, безпечній, недалеко від ріки або струмка, до яких видобута руда могла б підвозитися для миття або плавлення, і притому легкодоступній. Таке розміщення для копальні є найкращим, і чим більше за будь-яких інших обставин воно цим умовам задовольняє, тим краще, і навпаки, чим далі воно відходить від цих умов, тим гірше. |